# Atalaia do Norte
Atalaia do Norte es un municipio en el interior del estado de Amazonas, en la Región Norte de Brasil, Mesorregión del Suroeste Amazonense  y Microrregión del Alto Solimões, al suroeste de Manaus, la capital del estado, a 1,136 kilómetros.
Ocupa una superficie de 76 354,985 km²  y su población, estimada por el Instituto Brasileño de Geografía y Estadística (IBGE) en 2014 fue de 17.658 habitantes, es la cuadragésima séptima ciudad más poblada del estado de Amazonas y la octava de su microrregión.
La ciudad de Atalaia do Norte es conocida en todo el mundo por ocupar gran parte de la zona indígena del  Valle del Javari, que es la mayor reserva de  indios del mundo  y que ha sido el escenario de una de las mayores caídas cósmicas de la historia moderna , que llegó a ser conocido como Evento del río Curuçá .

## Historia
Los habitantes originales de la región fueron los indios ticuna, manjeronas y marubas.
En 1938 se creó el distrito de Remate de Males, en el municipio de Benjamin Constant. Fue elevado a un municipio bajo el nombre de Atalaia do Norte por la ley estatal n.º 96 del 19 de diciembre de 1955.

## Demografía
- Datos de censo - 2016
- Población Total: 18.549

Urbana10.175
Rural8.374
- Hombres: 5.229
- Mujeres: 4.820

Índice de Desarrollo Humano0,450
- IDH-Renta: 0,493
- IDH-Longevidad: 0,665
- IDH-Educación: 0,518

El IDH (Índice de Desarrollo Humano), de la ciudad es uno de los  peores del país, parecido al de países africanos como: Zimbabue y Ruanda.

## Geografía
Tiene una superficie de 76,355 km² representando 4,8611% del estado, la región y 1,9815% 0,8987% de todo el territorio brasileño. Situado en la latitud 4° 22′ 19" sur y longitud 70° 11′ 31″ O, con una altitud de 65 metros
Infraestructura 

## Salud
En 2009, el municipio tenía un total de 3 establecimientos de salud, todos  son públicos, municipales o estatales, incluidos hospitales, salas de emergencia, puestos de salud y servicios dentales. Había 31 camas para hospitalización.  En 2014, el 99.87% de los niños menores de 1 año tenían sus registros de vacunación actualizados. La tasa de mortalidad infantil entre los niños menores de 5 años, en 2016, fue de 34.21, lo que indica un aumento en comparación con 1995, cuando la tasa fue de 32.26 muertes por cada mil nacidos vivos. Entre los niños menores de 1 año, la tasa de mortalidad disminuyó de 32.26 (1995) a 26.68 por mil nacidos vivos, totalizando, en números absolutos, 187 muertes en este grupo de edad entre 1995 y 2016. En el mismo año , El 27.11% de los niños que nacieron en el municipio eran de madres adolescentes, una de las mayores incidencias entre los municipios de Amazonas, en lo que respecta a la planificación familiar. Según datos del Sistema Único de Salud (SUS), una agencia del Ministerio de Salud, la tasa de mortalidad por accidentes de transporte terrestre registró 5,38 muertes en 2016, mostrando un aumento en comparación con el resultado de años anteriores, cuando no se registraron muertes en este indicador. También según el SUS, basado en una investigación promovida por el Sistema de Información Hospitalaria DATASUS , no hubo ingresos hospitalarios relacionados por el uso abusivo de bebidas alcohólicas y otras drogas, entre 2008 y 2017.
La tasa promedio de mortalidad infantil en la ciudad es de 30.02 por 1,000 nacimientos vivos, la sexta más alta en Amazonas, con solo Amaturá , Nhamundá , Ipixuna , São Paulo de Olivença y São Gabriel da Cachoeira registrando tasas más altas. En 2016, el 44.44% de las muertes en niños menores de un año fueron en bebés menores de siete días. No se registraron muertes en niños de 7 a 27 días. Otro 55.56% de las muertes fueron en niños entre 28 días y un año de vida. En ese período, hubo 11 registros de mortalidad materna, que es cuando la mujer embarazada muere por complicaciones derivadas del embarazo. El Ministerio de Salud estima que el 50% de las muertes ocurridas en 2016, entre niños menores de un año de edad, podrían haberse evitado, especialmente mediante la atención adecuada a la salud de la mujer embarazada, así como también mediante la atención adecuada a la salud del recién nacido. Alrededor del 99.8% de los niños menores de 2 años fueron pesados por el Programa de Salud Familiar en 2014, con un 0.2% de ellos desnutridos.
Atalaia do Norte tenía, hasta 2009, establecimientos de salud especializados en clínica médica, obstetricia y pediatría y ningún establecimiento de salud con especialización en cirugía maxilofacial, neurocirugía, psiquiatría y otras especialidades médicas. De los establecimientos de salud, solo 1 de ellos fue hospitalizado.  Para 2016, había 14 registros de casos de VIH / sida , con una tasa de incidencia en 2016 de 0 casos por 100,000 habitantes, y mortalidad en 2016 de 0 muertes por 100,000 habitantes. Entre 2001 y 2012 hubo 97 casos de enfermedades transmitidas por mosquitos e insectos, siendo los principales la leishmaniasis y el dengue.

## Educación
El Departamento de Estado de Educación y Calidad de la Enseñanza (SEDUC) mantiene cinco escuelas en el municipio, brindando educación secundaria y primaria.